# Departament de Concepción (Misiones)
Concepción és un dels disset departaments en els quals es divideix la província de Misiones, a l'Argentina.
Limita amb els departaments de Leandro N. Alem, San Javier, Apóstoles i la República Federativa del Brasil.
El departament té una superfície de 752 km², equivalent a 2,5% del total de la província.
La seva població és de 9.577 habitants (cens 2010 INDEC). La seva localitat capçalera és Concepción de la Sierra.